# ムラト5世

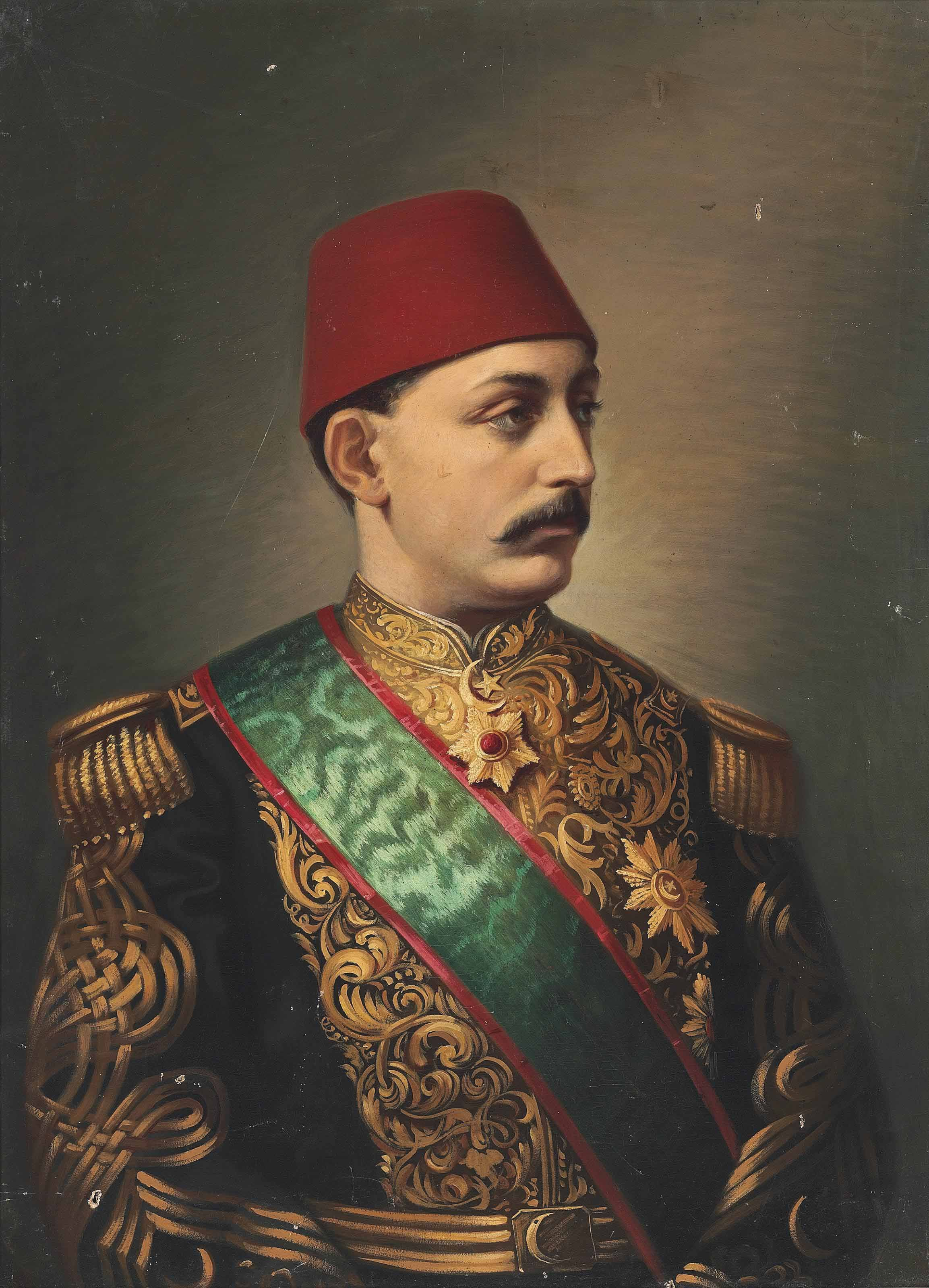
ムラト5世の絵画

ムラト5世（Murat V, 1840年9月21日 - 1904年8月29日）はオスマン帝国の第33代皇帝（在位：1876年5月30日 - 1876年8月31日）。第31代皇帝アブデュルメジト1世の長男で、アブデュルハミト2世、メフメト5世、メフメト6世の兄。オスマン帝国のスルタンとして唯一のフリーメイソン会員。

## 生涯
1876年、叔父の第32代皇帝アブデュルアズィズの退位の後に皇帝に即位した。
1867年の叔父の西欧旅行に随行した経験を持ち、ヨーロッパの事情に明るい人物としてミドハト・パシャらから期待され、「新オスマン人」と呼ばれる立憲派と親しい関係を持ち、時には彼らに援助を与えるようなこともあったとされる。それゆえ、立憲派との関係が叔父に警戒され、長年にわたって監視される生活を送ることとなった。
このような生活の中で酒浸りとなったことから精神を病み、即位後も治癒することなく在位93日で退位させられ、弟のアブデュルハミト2世がその後を継いだ。
退位後はイスタンブールのチュラーン宮殿に幽閉され、1904年8月29日に亡くなった。